# فيل ستون
فيل ستون (بالإنجليزية: Phil Stone)‏ هو محامي أمريكي، ولد في 1893، وتوفي في 1967.